# Ptocasius kinhi
Ptocasius kinhi is een spinnensoort in de taxonomische indeling van de springspinnen (Salticidae).
Het dier behoort tot het geslacht Ptocasius. De wetenschappelijke naam van de soort werd voor het eerst geldig gepubliceerd in 1985 door Marek Żabka.